# Котівка (Конотопський район)
Коті́вка — село в Україні, у Конотопському районі Сумської області. Населення становить 4 особи. До 2018 орган місцевого самоврядування — В'язенська сільська рада.

## Назва
Назва Котівки походить від давньослов'янського слова которá — «бій, битва».

## Географія
Село Котівка розташоване на лівому березі річки Клевень, вище за течією на відстані 1 км розташоване село Вегерівка, нижче за течією на відстані 3,5 км розташоване село Стрільники, на протилежному березі — село В'язенка. По селу протікає пересихаючий струмок з загатою. Річка в цьому місці звивиста, утворює лимани, стариці і заболочені озера. Поруч проходить автомобільна дорога Т 1908.

## Історія
12 червня 2020 року, відповідно до розпорядження Кабінету Міністрів України № 723-р «Про визначення адміністративних центрів та затвердження територій територіальних громад Сумської області», село увійшло до складу Путивльської міської громади.
19 липня 2020 року, в результаті адміністративно-територіальної реформи та ліквідації Путивльського району, увійшло до складу новоутвореного Конотопського району.

## Населення
Згідно з переписом УРСР 1989 року чисельність наявного населення села становила 55 осіб, з яких 21 чоловік та 34 жінки.
За переписом населення України 2001 року в селі мешкали 23 особи.

### Мова
Розподіл населення за рідною мовою за даними перепису 2001 року:
| Мова       | Чисельність | Відсоток |
| ---------- | ----------- | -------- |
| українська | 16          | 69,57%   |
| російська  | 7           | 30,43%   |
| Усього     | 23          | 100%     |